# 劉偉
劉偉（リュウ ウェイ、簡体字: 刘伟）は、miHoYoの董事長であり、上海市の人民代表大会代表である。

## 経歴
中国湖南省長沙市寧郷で生まれた劉偉は、中等教育では寧郷第一高級中学に通い、上海交通大学で電気コンピューター科学を専攻し、後に修士号を取得し、その後ジョージア工科大学で電子コンピュータ工学修士号を取得した。
大学時代、劉偉は学生組合の会長になるまで引っ込み思案で、学生組合での経験が後の起業や管理職就任に役立った。
大学院在学中、同大学の他の3人の学生とともに、自由な文章に焦点を当てたオープンソースの文芸コミュニティ・プロジェクトを開発し、中国科学院の科学技術イノベーション・コンペティションで優勝した後、エヴァンゲリオンのキャラクターである葛城ミサトから名前を取り、チームはゲームエンジン「Misato Engine」を開発した。
卒業後、劉偉は、蔡浩宇、羅宇皓と共に起業をする事を決意し、「空きのある国内でのACG分野を作り、ファンゲームブランドを作る」ことをチームの目標に掲げ、2012年にmiHoYoを設立した。
その後崩壊シリーズをリリースし、そのヒットより会社が大きく成長した。初期には外部からの資金調達はほとんどなく、『崩壊学園2』の成功によって会社が成長したのは2014年になってからであった。 2021年9月24日、mihoyoの中共支部は党委員会に昇格し、劉偉は上海mihoyo網絡科技有限公司の中共委員会党書記に就任した。 
2021年時点で、劉偉の名義で登録されている美博の関連企業は22社あり、事業分野は技術、マーケティング、漫画、映画、テレビなどである。劉偉は美博の新規事業開拓の中心人物とみなされている。
2022年7月、上海市工商业联合会の兼職副会長に就任した。同年12月には上海市第16回人民代表大会代表に就任した。
2023年、劉偉は国家5・1労働勲章を受章。同年9月、蔡浩宇に変わってmiHoYoの董事長となり、12月に、同時に社長と複数子会社の董事長の職を辞した。

## キャラクター
創業初期、劉偉は複数の業務を兼務しなければならず、美術以外の全ての仕事を行なった。その中で顧客と積極的にコミュニュケーションを取っており、プレイヤーから「大偉哥」と呼ばれた。ファンの間で作られた、坊主頭に「伟」と書かれたイメージが人気となり、崩壊学園ではその姿で登場した。また原神においても「変なヒルチャール」(魔物)として登場した。